# 茨城県立小川高等学校

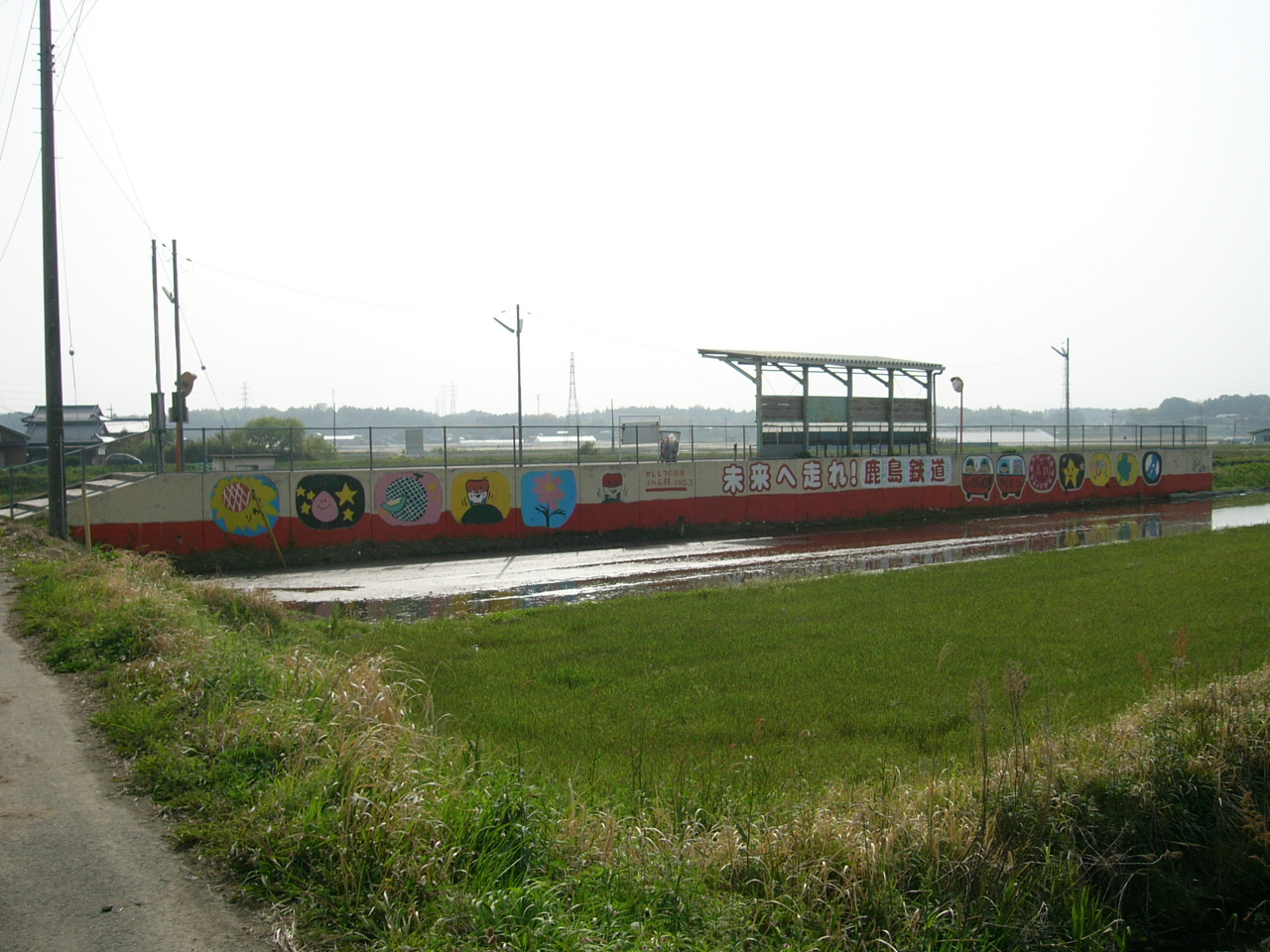
小川高校生徒により描かれた鹿島鉄道存続を願う小川高校下駅壁面のイラスト

茨城県立小川高等学校（いばらきけんりつ おがわこうとうがっこう）は、茨城県小美玉市小川に所在した公立の高等学校。

## 設置学科
- 普通科

## 所在地
- 〒311-3423 茨城県小美玉市小川650番地

## 概要
1986年、周辺地域の要望により創立された。ライフル射撃部は全国大会優勝経験がある。校内ではヤギが飼われていた。
2002年から2007年にかけて、鹿島鉄道の沿線にある中学校や高等学校の生徒会が組織し鹿島鉄道の存続運動を展開した「かしてつ応援団（鹿島鉄道沿線中高生徒会連絡会）」の中心として活動した。
少子化で志願者数が減少し2010年度より募集停止、2012年度末閉校→茨城県立中央高等学校に併合が決定し、2010年に同校のOBであるYUKKEが在籍するバンドムックが学園祭で記念ライブを行った。
2013年3月に最後の卒業生を送り出し、閉校した。卒業式では乃木坂46がサプライズライブを行い、3月18日放送の『乃木坂って、どこ?』でその模様が放送された。
閉校後、映画やドラマ、CMのロケ地として人気を集め、映画『寄生獣』では校内でのほとんどのシーンが撮影された。ロケには、旧小川高校の卒業生もエキストラとして出演した。
地元の小美玉市が取得して改修し、2017年4月から小美玉市立小川南中学校として機能することになった。

## 卒業生
- YUKKE - ムックのベーシスト